# Get It (Black Eyed Peas)
Get It è un singolo del gruppo musicale statunitense Black Eyed Peas, pubblicato il 10 luglio 2018.

## Video musicale
Il video musicale, diretto da Ben Mor, è di carattere politico e mostra la polizia fermare e perquisire persone di colore e molestare i senzatetto per le strade. Alcune scene mostrano inoltre alcuni uomini bianchi indossare cappelli recanti la scritta Make America Great Again posare accanto a un uomo afroamericano brutalmente colpito da un poliziotto.

## Tracce
Testi e musiche di will.i.am e apl.de.ap.
1. Get It – 3:30

## Formazione
Gruppo
- will.i.am – voce, tastiera
- apl.de.ap – voce

Altri musicisti
- Keith Harris – basso

Produzione
- will.i.am – produzione, tracker
- Dylan "3-D" Dresdow – missaggio, mastering